# Smicridea alticola
Smicridea alticola är en nattsländeart som beskrevs av Oliver S. Flint Jr. 1964. Smicridea alticola ingår i släktet Smicridea och familjen ryssjenattsländor. Inga underarter finns listade i Catalogue of Life.